# Emili Serna Díez
Emili Serna Díez (Burgos, 1933) fou judoka i directiu esportiu.
Alumne directe de Henry Birnbaum, l'introductor del judo a Catalunya, va ser cinturó negre novè dan de judo i quart dan de jujutsu, obtingué el títol de campió d'Espanya de judo. També es proclamà en diverses ocasions campió de Catalunya. Formà part de la selecció espanyola. Acabada la seva etapa competitiva, va seguir practicant el judo, el jujutsu i la defensa personal, especialitats en què va ser mestre nacional. El 1984 ocupà el càrrec de president de la Federació Catalana de Judo i Disciplines Associades i, després de diverses reeleccions, es va mantenir en el càrrec fins al 2003. També va ser àrbitre i professor numerari de la Federació Espanyola de Judo i instructor de defensa personal en diversos cossos de seguretat. Va fundar el Club Águilas de Barcelona, d'on van sorgir molts tècnics i esportistes i també va ser vicepresident de la Unió de Federacions Esportives de Catalunya, vicepresident de la Federació Espanyola de Judo, director de Disciplines Associades de la Federació Espanyola de Judo, vocal de la Federació Europea de Jujutsu i vocal del Consejo Superior de Deportes. Posteriorment, assumí la direcció tècnica de la secció de jujutsu del Club Judo Blanes.